# Sabri Esat Siyavuşgil
Sabri Esat Siyavuşgil (Constantinople, 1907 – 6 octobre 1968) est un écrivain, traducteur et psychologue turc.
Poète avant tout, il est l'un des sept écrivains turcs à l'origine du mouvement des Yedi Meşaleciler (littéralement « les Sept flambeaux ») en 1928, au début de l'ère républicaine.
Parallèlement à une carrière universitaire dans le domaine de la psychologie, il se fait connaître par ses traductions en turc d'auteurs français comme Victor Hugo, Edmond Rostand et Alphonse Daudet, ainsi que par sa traduction en français de l'auteur turc Sait Faik Abasıyanık.

## Biographie

### Carrière universitaire
Né en 1907 à Istanbul, Sabri Esat Siyavuşgil effectue sa scolarité à Antalya et dans sa ville natale. Lors de sa dernière année à la faculté de droit de l'université d'Istanbul, il part étudier la philosophie à Lyon et à Dijon. De retour en Turquie, il enseigne la philosophie au Gazi Terbiye Enstitüsü d'Ankara, avant de devenir professeur de psychologie à la faculté de lettres de l'université d'Istanbul en 1942. Il poursuit sa carrière dans l'enseignement jusqu'à sa mort en 1968.

### Carrière littéraire
Siyavuşgil fait publier ses premiers poèmes en 1927 dans les revues Güneş et Hayat. En 1928, il rejoint la communauté des « Sept flambeaux » ou Yedi Meşaleciler, composée de poètes et d'un nouvelliste. Il est l'auteur de plusieurs poèmes dans l'ouvrage collectif que publient les sept artistes sous le titre Yedi Meşale, puis d'autres encore dans la revue Meşale. Par la suite, il fait publier ses poèmes dans les revues Muhit et Varlık ; cette dernière lui consacrera un numéro spécial après sa mort en octobre 1968.

## Liste des œuvres

### En tant qu'auteur original
- Odalar ve Sofalar, 1933.
- Psikoloji ve Terbiye Bahisleri, 1940.
- Tanzimat’ın Fransız Efkar-ı Umumiyesi’nde Uyandırdığı Yankılar, 1940.
- Karagöz, 1941 (traduit en français en 1951 et en anglais en 1955).
- Folklor ve Milli Hayat, 1943.
- Roman ve Okuyucu, 1944.

### En tant que traducteur

#### Vers le turc
- Bilgi ve Hata, 1935, traduit de La Connaissance et l'Erreur d'Ernst Mach.
- Çocukta Dil ve Düşünce, 1938, traduit de Le Langage et la pensée chez l'enfant de Jean Piaget.
- Çocukta Hüküm ve Muhakeme, 1939, traduit de Le Jugement moral chez l'enfant de Jean Piaget.
- Anormal Çocuklar, 1939, traduit des travaux d'Alfred Binet et Théodore Simon.
- Yeni Terbiyenin Prensipleri, 1939, traduit de l'œuvre d'Albert Malche.
- Cephe Sohbetleri, 1937, traduit de l'œuvre d'André Maurois.
- O'Grady'nin Gevezelikleri, 1943, traduit des Discours du docteur O'Grady d'André Maurois.
- Tepe, 1938, traduit de Colline de Jean Giono.
- Değirmenimden Mektuplar, 1943, traduit des Lettres de mon moulin d'Alphonse Daudet.
- Philebos, 1943, traduit du Philèbe de Platon.
- Aktörlük Hakkında Aykırı Düşünceler, 1943, traduit du Paradoxe sur le comédien de Diderot.
- Cyrano de Bergerac, 1942, traduit de la pièce d'Edmond Rostand.
- Gil Blas de Santillane'ın Maceraları, 1945, traduit de Histoire de Gil Blas de Santillane de Lesage.
- Yeni Mabut, traduit de la pièce La Nouvelle idole de François de Curel.
- Tiyatro ve Bizler, traduit de l'essai Le Théâtre et nous de Fortunat Strowski.
- Ruy Blas, traduit du roman de Victor Hugo.

#### Depuis le turc
- Un Point sur la carte, 1962, traduit des nouvelles de Sait Faik Abasıyanık.